# Білинне (заказник)
Біли́нне — гідрологічний заказник місцевого значення в Україні. Розташований у межах Ніжинського району Чернігівської області, біля міста Батурин.
Площа 70 га. Статус присвоєно згідно з рішенням Чернігівської обласної ради від 14.05.1999 року. Перебуває у віданні Батуринської міської ради.
Статус присвоєно для збереження типового для лісостепу болотного масиву з болотним різнотрав'ям, у якому домінує очерет звичайний. Заказник виконує функцію акумулятора поверхневих і ґрунтових вод, регулює гідрологічний режим прилеглих територій та слугує місцем масового гніздування водно-болотних птахів.